# مولبرگ (الب)
شهر مولبرگ (به آلمانی: Mühlberg) در ایالت برندنبورگ در کشور آلمان واقع شده‌است.